# Pine Hills, Kalifornien
Pine Hills är en ort i Humboldt County i delstaten Kalifornien, USA.